# Jesus refulsit omnium

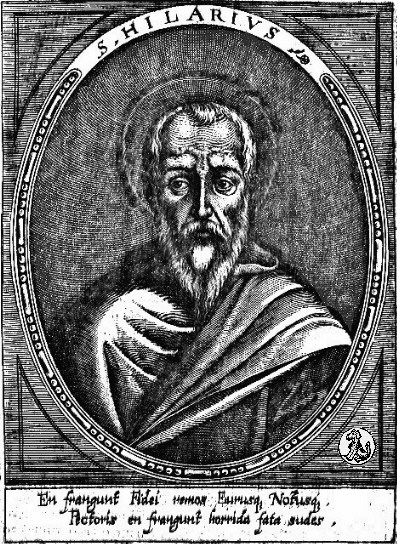
Sant'Ilario di Poitiers (315 ca. - 368), autore dell'inno

Jesus refulsit omnium ("Gesù rifulse di tutte") è un tradizionale inno natalizio in lingua latina, scritto nel IV secolo e attribuito a sant'Ilario di Poitiers  (315 ca. - 368), sebbene la paternità non sia sicura; spesso è considerato il più antico inno sulla Natitvità.
Nel Medioevo, veniva intonato nella Chiesa inglese durante la messa per l'Ottava di Epifania.

## Testo
Il testo si compone di nove strofe, di quattro versi ciascuna:
Pius redemptor gentium;

Totum genus fidelium

Laudes celebret dragmatum.
Quem stella natum fulgida

Monstrat micans in aethera

Magosque duxit praevia

Ipsius ad cunabula.
Illi cadentes parvulum

Pannis adorant obsitum

Verum fatentur et Deum

Munus ferendo mysticum.
Denum ter annorum cyclis

Iam parte vivens corporis

Lympham petit baptismatis

Cunctis carens contagiis.
Felix Iohannes mergere 

Illum tremescit flumine, 

Potest suo qui sanguine 

Peccata cosmi tergere.
Vox ergo prolem de polis 

Testatur excelsi patris, 

Virtus adestque pneumatis 

Sancti datrix charismatis.
Nos, Christe, supplici prece 

Precamur, omnes protege, 

Qui praecipis rubescere 

Potenter hydrias aquae.
Praesta benignum sedulo 

Solamen adiutorio 

Raptosque nos a tartaro 

Regnare fac tecum polo.
Laus trinitati debita, 

Honor, potestas, gloria 

Perenniter sit omnia 

Per saeculorum saecula.»